# Champagne (film 1924)
Champagne (Wine) è un film muto del 1924 diretto da Louis J. Gasnier che è ambientato durante il periodo del proibizionismo. La sceneggiatura di Philip Lonergan ed Eve Unsell si basa sull'omonimo racconto di William Briggs MacHarg pubblicato sul Hearst's International-Cosmopolitan del marzo 1922.
È il primo film da protagonista di Clara Bow.

## Trama
All'epoca del proibizionismo, John Marriner, ormai rovinato finanziariamente, accetta di cooperare con Benedict, un contrabbandiere, che gli ha proposta di lavorare per lui smerciando illegalmente i liquori. Sua figlia Alex, che ha cominciato a frequentare i locali equivoci dove passa il tempo la gioventù sfrenata dell'età del jazz, viene arrestata durante una retata in uno dei caffè di Benedict. In suo aiuto giunge il suo ex fidanzato, Carl Graham, che la porta via, salvandole la reputazione mentre la famiglia recupera la propria rispettabilità dopo che Warriner ha pagato il suo debito con la giustizia.

## Produzione
Il film fu prodotto dall'Universal Pictures Corporation [Universal-Jewel].

## Distribuzione

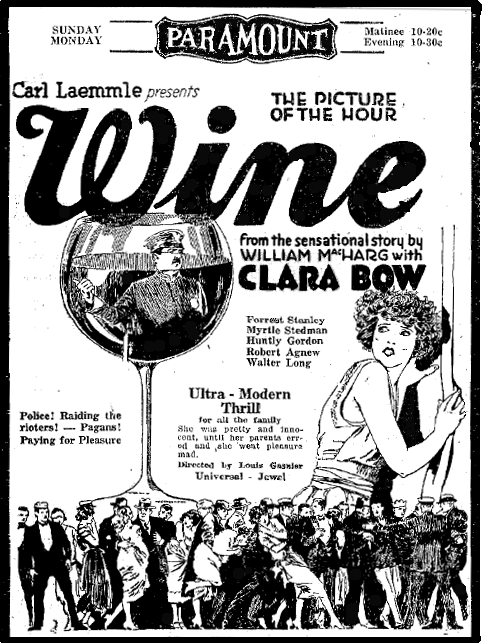
Pubblicità del film pubblicata su un giornale (1924)

Il copyright del film, richiesto dalla  Universal Pictures, fu registrato il 3 luglio 1924 con il numero LP20450.
Distribuito dalla Universal Pictures, il film - presentato da Carl Laemmle - uscì nelle sale cinematografiche degli Stati Uniti il 31 agosto 1924. In Finlandia, venne distribuito il 14 dicembre 1925; in Italia, distribuito dalla Universal, ottenne il visto di censura numero 21081 il 10 settembre 1925; in Portogallo, con il titolo O Vinho Portogallo, uscì il 7 settembre 1928.
Non si conoscono copie ancora esistenti della pellicola che viene considerata presumibilmente perduta.